# Rivulus
Rivulus är ett släkte sötvattenlevande växtlekande fiskar bland de så kallade äggläggande tandkarparna i familjen Rivulidae. Släktet var tidigare mycket stort men inte särskilt homogent, och efter genomgripande revidering av taxonomin, bland annat av den franske iktyologen Jean Henri Huber och 2011 av den brasilianske iktyologen Wilson José Eduardo Moreira da Costa, fördes en del av arterna upp i egna släkten, bland andra Anablepsoides, Atlantirivulus, Cynodonichthys, Laimosemion och Melanorivulus.
Släktets medlemmar blir 3 till 15 cm långa. De lever i varma vattendrag och hoppar ofta. Så kan de kortvarig vistas på ytan av stenar eller växter. Olika arter hölls i akvarium.

## Arter i släktetRivulus, i alfabetisk ordning[1]
- Rivulus apiamici
- Rivulus birkhahni
- Rivulus boehlkei
- Rivulus bororo
- Rivulus brunneus
- Rivulus chucunaque
- Rivulus crixas
- Rivulus cyanopterus
- Rivulus cylindraceus
- Rivulus dapazi
- Rivulus decoratus
- Rivulus egens
- Rivulus elegans
- Rivulus faucireticulatus
- Rivulus formosensis
- Rivulus frommi
- Rivulus fuscolineatus
- Rivulus giarettai
- Rivulus glaucus
- Rivulus hartii
- Rivulus hildebrandi
- Rivulus illuminatus
- Rivulus insulaepinorum
- Rivulus isthmensis
- Rivulus jalapensis
- Rivulus javahe
- Rivulus karaja
- Rivulus kayabi
- Rivulus kayapo
- Rivulus kuelpmanni
- Rivulus leucurus
- Rivulus litteratus
- Rivulus magdalenae
- Rivulus megaroni
- Rivulus modestus
- Rivulus monikae
- Rivulus montium
- Rivulus pacificus
- Rivulus paracatuensis
- Rivulus paresi
- Rivulus parnaibensis
- Rivulus pictus
- Rivulus pinima
- Rivulus planaltinus
- Rivulus punctatus
- Rivulus roloffi
- Rivulus rossoi
- Rivulus rubripunctatus
- Rivulus rubromarginatus
- Rivulus rutilicaudus
- Rivulus salmonicaudus
- Rivulus scalaris
- Rivulus schuncki
- Rivulus siegfriedi
- Rivulus tenuis
- Rivulus uroflammeus
- Rivulus wassmanni
- Rivulus weberi
- Rivulus villwocki
- Rivulus violaceus
- Rivulus vittatus
- Rivulus zygonectes